# アッツァーノ・デーチモ
アッツァーノ・デーチモ（伊: Azzano Decimo）は、イタリア共和国フリウリ＝ヴェネツィア・ジュリア州ポルデノーネ県にある、人口約16,000人の基礎自治体（コムーネ）。

## 地理

### 位置・広がり
ポルデノーネ県南部のコムーネである。アッツァーノ・デーチモの町は、県都ポルデノーネの南南東約10km、ウーディネの南西約45km、ヴェネツィアの北東約54km、州都トリエステの西北西約87mに位置する。

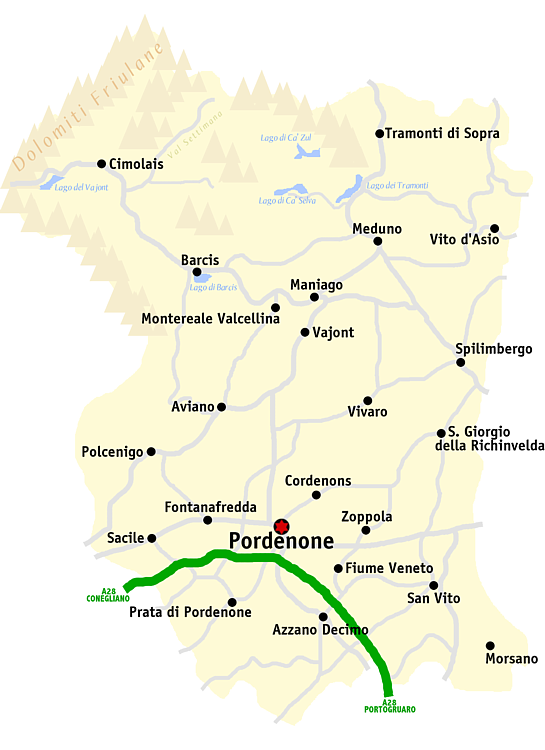
ポルデノーネ県概略図

#### 隣接コムーネ
- キオーンス
- フィウーメ・ヴェーネト
- パジアーノ・ディ・ポルデノーネ
- ポルデノーネ
- プラヴィズドーミニ

### 気候分類・地震分類
アッツァーノ・デーチモにおけるイタリアの気候分類 (it) および度日は、zona E, 2552 GGである。
また、イタリアの地震リスク階級 (it) では、zona 3 (sismicità bassa) に分類される。

## 行政

### 分離集落
アッツァーノ・デーチモには、以下の分離集落（フラツィオーネ）がある。
- Corva, Fagnigola, Tiezzo.